# Sequoia affinis
Espèce
Sequoia affinis est une espèce éteinte de la famille des Cupressaceae.
Le nom « Sequoia » fait parfois référence à la sous-famille Sequoioideae, qui comprend le Sequoia sempervirens ainsi que Sequoiadendron (séquoia géant ) et Metasequoia (séquoia de l'aube).
Il existe de nombreux fossiles de « Séquoia » trouvés au « Monument national des lits de fossiles » à Florissant dans le Colorado, y compris « Sequoia affinis ». Un trio de Sequoia affinis, des souches fossilisées, considérées comme étant trois clones de pousses basales d'un arbre parent d'origine, ont été reconstruites sur ce site. La sous famille des Sequoioideae, qui comprend Sequoia sempervirens encore vivant ainsi que Sequoiadendron (le séquoia géant ) et Metasequoia (séquoia de l'aube). À lui seul, le terme Séquoia fait généralement référence au séquoia côtier (Sequoia sempervirens), et non aux espèces des autres genres.
De nombreuses branches du « Séquoia » fossile de Florissant ont un feuillage aux feuilles étalées, ce qui est également courant chez le Séquoia moderne. Les feuilles des espèces fossiles, cependant, sont généralement plus fines et plus délicates. Un exemple de feuilles de Sequoia affinis a été présenté sur une carte postale d'une série sur les « Plantes fossiles tertiaires », publiée par le British Museum of Natural History au début des années 1920. Il a également été suggéré que Sequoia affinis pourrait être un ancêtre à la fois de Sequoia sempervirens et de Sequoiadendron giganteum (séquoia de la Sierra).
Généralement, les cônes femelles du Sequoia affinis ne mesurent que 50 à 70 % de la longueur des cônes de séquoia moderne. Ces informations, associées à d'autres différences dans le bois, le feuillage et le pollen, montrent la distinction entre Sequoia affinis et Sequoia sempervirens.
Du pollen fossilisé de Sequoia affinis » a été découvert dans des schistes sédimentaires lacustres sur le site de Florissant au Colorado.

## Systématique
Le nom correct complet (avec auteur) de ce taxon est Sequoia affinis Lesquereux, 1876.